# Gladiolus bellus
Gladiolus bellus är en irisväxtart som beskrevs av Charles Henry Wright. Gladiolus bellus ingår i släktet sabelliljor, och familjen irisväxter. Inga underarter finns listade i Catalogue of Life.